# Аларкон, Фабиан
Фабиан Эрнесто Аларкон Ривера (исп. Fabián Ernesto Alarcón Rivera; род. 14 апреля 1947, Кито) — эквадорский государственный и политический деятель, и. о. президента Эквадора в 1997—1998 годах.

## Биография
Родился в Кито в семье дипломатического работника, окончил Папский католический университет Эквадора. С 1970 — советник мэра Кито, будущего президента Сиксто Дюрана-Бальена; участвовал в работе комиссии по разработке новой конституции, принятой всенародным референдумом в 1978 году. Префект провинции Пичинча в 1984—1988, в 1991—1992 и 1995—1997 годах — президент Национального конгресса Эквадора.

## Президентство
В результате политического кризиса, вызванного импичментом президента Букарама, 6 февраля 1997 года Аларкон был назначен президентом Национальным конгрессом вместо вице-президента Розалии Артеаги в обход действовавшей конституции; через три дня передал пост, однако 11 февраля при поддержке армии вновь занял его. На президентских выборах 1998 года не стал выдвигать собственную кандидатуру.
В 1999 году был арестован по обвинению в коррупции, но вскоре отпущен.
Он продолжает получать пожизненную пенсию от правительства Эквадора в размере 38800 долларов в год.

## Награды
- Медаль Восточной Республики Уругвай (28 октября 1997 года, Уругвай)[4]